# Habenaria parva
Habenaria parva är en orkidéart som först beskrevs av Victor Samuel Summerhayes, och fick sitt nu gällande namn av Victor Samuel Summerhayes. Habenaria parva ingår i släktet Habenaria och familjen orkidéer. Inga underarter finns listade i Catalogue of Life.